# Oficina Internacional de Educación

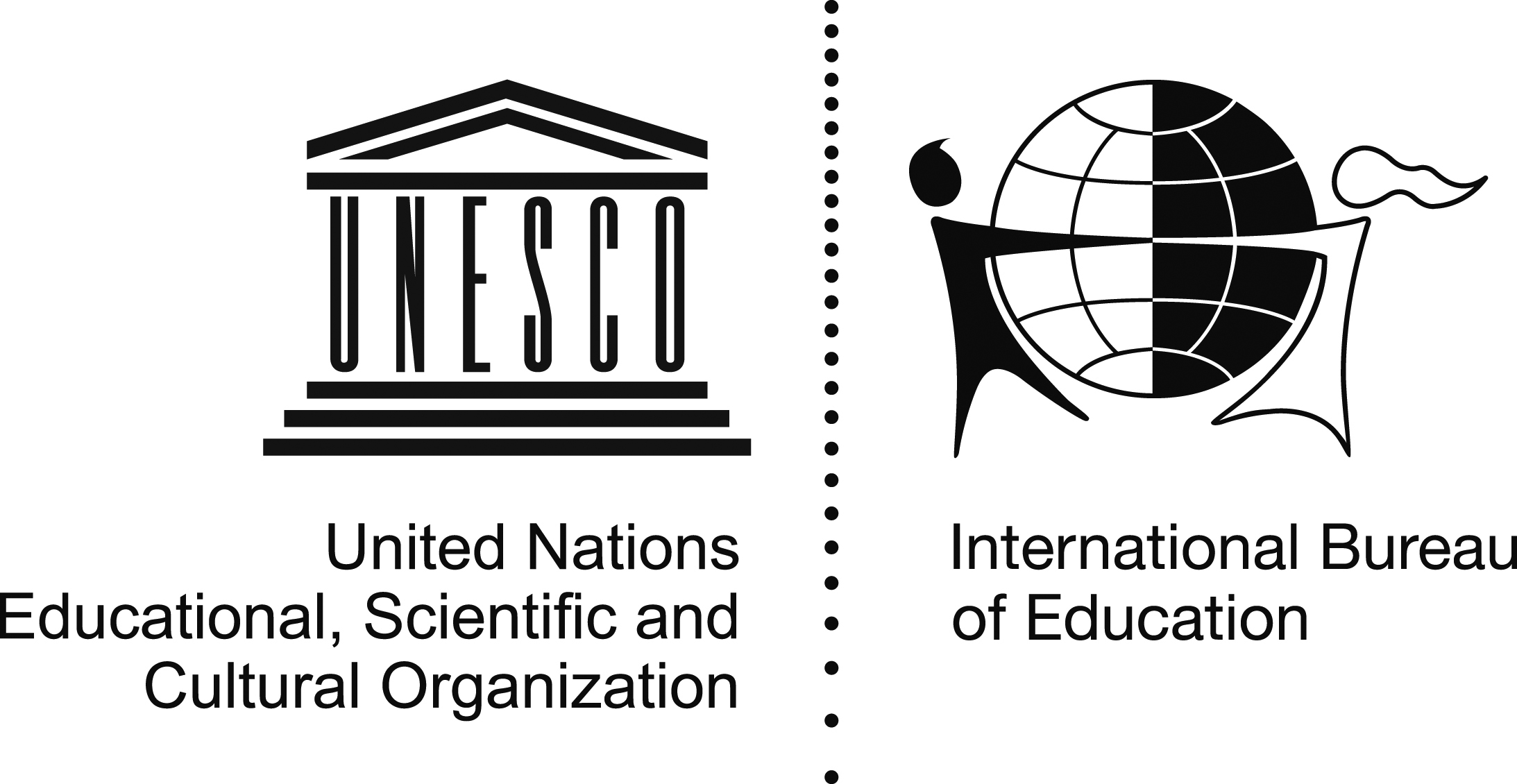
Logotipo de la Oficina internacional de educación

La Oficina Internacional de Educación o OIE, más conocida con su nombre francés Bureau international d'Education, abreviado BIE, es una organización privada y no gubernamental. Fue fundada en 1925 en Ginebra (Suiza). Su misión original era la colección de documentos referentes a la enseñanza pública y privada, la investigación científica y la coordinación de instituciones y asociaciones que se interesan por la educación en general. Entre sus directores figura el conocido pedagogo Jean Piaget. En 1969, la oficina pasó a formar parte de la UNESCO.

## Acciones y resoluciones
- Historical Note (1934-1977).[1]